# Georg von Rehekampff
Elmar Wilhelm Georg von Rehekampff (Rufname Georg; * 29. Juni 1869 in Karmel auf Ösel; † 22. Januar 1941 in Arensburg), seit 1919 Herr auf Arromois,  war ein deutsch-baltischer Adelsmann, estnischer Politiker, Jurist und Lepidopterologe.

## Leben

### Herkunft und Familie
Georg v. R. stammte aus dem deutsch-baltischen Adelsgeschlecht Rehekampff, die seit 1600 auf der estländischen Insel Ösel ansässig waren. Sein Vater war der öselsche Landrat Karl Hans Alexander von Rehekampff (1846–1925), der mit Emilie von Rennenkampff verheiratet war. Sein Bruder war der baltische Landespolitiker Karl Axel Erwin von Rehekampff (1879–1953). Elmar heiratete Helene von Ditmar, deren Ehe 1909 geschieden wurde, sie hatten eine Tochter (Dorothea von Rehekampff, * 1898), die 1926 in Deutschland eingebürgert wurde.

### Werdegang
Georg v. R. studierte von 1887 bis 1892 Rechtswissenschaft an der Kaiserlichen Universität Dorpat. Seit 1889 war er Mitglied in der  Baltischen Corporation Estonia Dorpat. Von 1893 bis 1894 absolvierte er ein Ergänzungsstudium in Landwirtschaft an der Universität Hohenheim bei Stuttgart. Er war Pächter von Ilpla, Lööne, Sassi und Jööri und der Geschäftsführer des Helmersen Herrenhauses auf Ösel. Seit 1903 war er Herr auf Parrasmetz und ab 1905 Gutspächter auf Parrasmetz. Ab 1903 war er Rechtsassessor der Öselschen Ritterschaft und von 1910 bis 1913 Vorsitzender des  Vereins zur Kunde Ösels. Von 1912 bis 1919 war er Präses des Adeligen Waisengerichts, 1924 Stadtrat in Arensburg. Während seines Lebens stellte er eine bedeutende Sammlung von Schmetterlingen, die auf der Insel Ösel lebten, zusammen.

## Werke
- Beitrag zu den Macrolepidopteren-Arten der Schmetterlingsfauna der Insel Ösel im Gegensatz zu der des festländischen Estland. In: Entomologische Rundschau. Verlag des Seitzschen Werkes, Stuttgart 1937, Jg. 54, ZDB-ID 2476562-4, S. 432–434, 441–443, 448–449, 469–472, 477–481, 487–490 (Titelaufnahme. In: erb.nlib.ee).